# Gabrielle Bertin
Pour les articles homonymes, voir Bertin.
Gabrielle Louise Bertin, baronne Bertin (née le 14 mars 1978) est une membre conservatrice britannique de la Chambre des lords et une conseillère politique de David Cameron pendant son mandat de Premier ministre du Royaume-Uni. 

## Carrière
Elle fait ses études à Croydon High School et à l'Université de Southampton. 
Elle travaille pour Cameron pendant qu'il est Secrétaire d'État à l'Éducation du cabinet fantôme et pour Liam Fox en tant qu'attachée de presse. En 2005, Bertin devient attaché de presse adjoint de Cameron comme leader du parti. 
En 2003–04, elle est payée 25 000 £ par Pfizer pour travailler comme chercheuse pour The Atlantic Bridge, un organisme de bienfaisance maintenant fermé, géré par Fox, alors qu'il est Secrétaire d'État à la Santé du cabinet fantôme. Elle est la seule employée de l'organisme de bienfaisance et travaille avec Adam Werritty, le directeur exécutif, mais selon Fox, elle ne travaillait sur aucun sujet de santé.   
Elle est nommée pair à vie dans le cadre de la liste des honneurs de démission de David Cameron et est créée baronne Bertin, de Battersea dans le quartier londonien de Wandsworth, le 2 septembre 2016. Elle est le plus jeune membre de la Chambre des lords jusqu'à l'intronisation de la baronne Blackwood de North Oxford en février 2019. 
Elle est membre du Comité mixte sur le projet de loi sur les abus domestiques. 